# Laodika II
Laodika II (gr. Λαοδίκη, Laodíkē) – córka Andromacha, syna Achajosa Starszego, brata króla państwa Seleucydów Antiocha I Sotera, żona króla państwa Seleucydów Seleukosa II Kallinikosa, siostra Achajosa, pretendenta do tronu seleudzkiego w latach 221-213 p.n.e.
Z mężem miała troje dzieci: przyszłych królów syryjskich Seleukosa III Sotera Keraunosa, Antiocha III Wielkiego oraz córkę Antiochis, przyszłą żonę Kserksesa, króla Armenii.